# 四鰭副獅子魚
四鰭副獅子鱼，为輻鰭魚綱鮋形目杜父魚亞目狮子鱼科的其中一種。目前僅發現於南冰洋南喬治亞島海域，屬深海底棲性魚類，棲息深度在水深330至843公尺，體長可達14.2公分，生活習性不明。